# O Sr. Ganimedes
O Sr. Ganimedes é um romance, originalmente publicado em 1906, de autoria do jornalista e escritor português Alfredo Gallis.

## Resumo da obra
Lígia casa-se por interesse com um rico comerciante que fez fortuna no Brasil, bastante mais velho do que ela. Respeita-o, mas não o ama. Quando fica viúva, aos 32 anos de idade, regressa a Portugal e perde-se de amores por Leonel, que conhecera em criança, quando era tímido e efeminado, mas que agora crescera para se tornar um esbelto e elegante jovem que fazia suspirar todas as donzelas de Lisboa. Mas Leonel estava era apaixonado por Liberato, um homenzarrão rude e façanhudo, de farto bigode, que o gostava de ver vestido de dama fina.

## Receção crítica
Este livro foi inspirado pelo caso Trombeta, que se referia a dois rapazes que desapareceram em julho de 1886 para serem encontrados a viver na Rua da Trombeta onde os obrigavam a prestar serviços sexuais a homens de negócio ricos. Estes casos foram reportados no livro de Asdrúbal António de Aguiar intitulado Evolução da Pederastia e do Lesbismo na Europa.
O Senhor Ganimedes é um romance sensacionalista, explosivo, que conta a história de uma viúva rica que casa com um amigo de infância que cresceu para se transformar num caçador de fortunas. Ele não consegue consumar o casamento e vem-se a descobrir mais tarde que é um homossexual que se transveste e que tem um amante masculino. No prefácio, o autor afirma que deseja prevenir as raparigas inocentes e as suas famílias contra os perigos do casamento com homossexuais mercenários, mas o enredo falha conspicuamente na validação da moral tradicional. O romance termina com a viúva encontrando finalmente satisfação sexual com o oficial do Exército que expôs o marido, que cai nos braços do seu amante exclamando «Enfim, livre e só teu!»